# Yamaha
Obchodní společnost Yamaha (japonsky ヤマハ株式会社 Yamaha Kabušiki Gaiša) je nadnárodní koncern se základnou ve městě Hamamacu v Japonsku.

## Produkce
Společnost se zabývá výrobou širokého spektra výrobků, je největším výrobcem pian na světě a vyrábí také škálu jiných elektronických i akustických hudebních nástrojů, dále je výrobcem zejména motocyklů a výbavy pro motorové sporty, lodních motorů či elektroniky.

## Historie
První zmínky o firmě jsou již z roku 1887. Firma začínala jako výrobce pian a varhan se jménem Nippon Gakki kabušiki gaiša a byla založena 12. října 1887 Torakusu Yamahou v Hamamacu. Za Druhé světové války se společnost soustředila na válečný průmysl, zcela pochopitelně, což ji velice poznamenalo i do dalších dekád. Nejvýznamnějším prezidentem celé společnosti byl Geniči Kawakami (od roku 1950 do 1977 a poté od 1980 do 1983). Ten také rozhodl o využití zkušeností z válečné výroby a znalostí z oblasti metalurgie k výrobě motocyklů, lodí i jiných motorových zařízení a vybavení pro motorové sporty. V roce 1954 byl vytvořen první motocykl YA-1. V roce 1955 byla vytvořena jako důsledek úspěchu tohoto motocyklu nejprve přidružená společnost nesoucí jméno Yamaha Motors Co. Ltd., která se později stala nezávislou, ale dosud je jejím největším akcionářem společnost Yamaha Corporation, a ta se zabývá výrobou motorových vozidel. Tak se oddělila motorová část společnosti od zbytku a nutno říct, že zaznamenávala obrovský úspěch viděný dodnes. Yamaha také průkopnicky vyráběla elektroniku. Například v roce 1988 začala jako první na světě prodávat svůj CD přehrávač. Geniči Kawakami také dopomohl založit Hudební školu Yamaha v roce 1954, na níž Ministerstvo školství Japonska vystavělo Hudební nadaci Yamaha v roce 1966. Společnost dodnes s úspěchem vyrábí především klavíry, jak elektronické, tak akustické a jiné hudební nástroje.

## Hudební nástroje
Klávesové nástroje (klavíry a pianina (akustická i elektronická, syntezátory, přenosné klávesy, samplery apod.), dále kytary a baskytary, bicí nástroje, dechové nástroje (žesťové i dřevěné – zobcové flétny), zvukové moduly, mixážní pulty, reproduktory, stojany a další příslušenství jsou v expertize společnosti Yamaha. Například vytvořila první obecně úspěšný digitální syntetizátor Yamaha DX7 v roce 1983. Stále však dnes zůstává největším výrobcem pian všech základních druhů na světě.
Firma Yamaha je od roku 2007 vlastníkem rakouského výrobce mistrovských klavírů Bösendorfer.

## Motocykly
- Yamaha DT 125 R
- Yamaha BT 1100
- Yamaha FJ 1100
- Yamaha FJ 1200
- Yamaha FJR 1300
- Yamaha FZ1N
- Yamaha FZX 750
- Yamaha SRX 600
- Yamaha SZR 660
- Yamaha TDM 850
- Yamaha TDM 900
- Yamaha TDR 125
- Yamaha TRX 850
- Yamaha V-Max 1200
- Yamaha XJ 550
- Yamaha XJ 600
- Yamaha XJ 650 Maxim
- Yamaha XJ 750 Maxim
- Yamaha XJ 750 Seca
- Yamaha XJ 900
- Yamaha XJR 1200
- Yamaha XJR 1300
- Yamaha XS 650 Special
- Yamaha XT 125R
- Yamaha XT 125X
- Yamaha XT 660 Z Tenere
- Yamaha XV 250 Virago
- Yamaha XV 500 SE
- Yamaha XV 535 Virago
- Yamaha XV 750 SE
- Yamaha XV 750 Virago
- Yamaha XV 1100 Virago
- Yamaha XVS 650 DragStar
- Yamaha XVS 1100 DragStar
- Yamaha XVZ 1200 Venture
- Yamaha XVZ 1300 Venture
- Yamaha XZ 550
- Yamaha YBR 125
- Yamaha YX 600 Radian
- Yamaha YZ250
- Yamaha YZ250F
- Yamaha YZF-R1
- Yamaha YZ 125
- Yamaha YZF R-125
- Yamaha Jog Arctic